# Lista de doenças de notificação compulsória no Brasil
Notificação compulsória é um registro que obriga e universaliza as notificações, visando o rápido controle de eventos que requerem pronta intervenção. Para a construir o Sistema de Doenças de Notificação Compulsória (SDNC), cria-se uma Lista de Doenças de Notificação Compulsória (LDNC), cujas doenças são selecionadas através de determinados critérios como: magnitude, potencial de disseminação, transcendência, vulnerabilidade, disponibilidade de medidas de controle, compromisso internacional com programas de erradicação, etc. Devido as alterações no perfil epidemiológico, a implementação de outras técnicas para o monitoramento de doenças, o conhecimento de novas doenças ou a reemergência de outras, tem a necessidade de constantes revisões periódicas na LDNC no sentido de mantê-la atualizada.  A notificação compulsória é obrigatória para os médicos, outros profissionais de saúde ou responsáveis pelos serviços públicos e privados de saúde, que prestam assistência ao paciente.

## Legislação
No Brasil, a Portaria nº 204 de 17 de Fevereiro de 2016 define a Lista Nacional de Notificação Compulsória de doenças, agravos e eventos  de saúde pública nos serviços de saúde públicos e privados em todo o território. A comunicação obrigatória pode ser realizada por médicos, profissionais de saúde ou responsáveis pelos estabelecimentos de saúde públicos ou privados sob a presença de suspeita ou confirmação de doença, agravo ou evento de saúde pública .

### Conceitos para fins de notificação compulsória
Doença: enfermidade ou estado clínico, independente de  origem ou fonte, que represente ou possa representar um dano significativo  para os seres humanos
Agravo: qualquer dano à integridade física ou mental do  indivíduo, provocado por circunstâncias nocivas, tais como acidentes,  intoxicações por substâncias químicas, abuso de drogas ou lesões  decorrentes de violências interpessoais, como agressões e maus tratos,  e lesão autoprovocada.
Evento de Saúde Pública (ESP): situação que pode constituir  potencial ameaça à saúde pública, como a ocorrência de surto  ou epidemia, doença ou agravo de causa desconhecida, alteração no  padrão clínicoepidemiológico das doenças conhecidas, considerando  o potencial de disseminação, a magnitude, a gravidade, a severidade,  a transcendência e a vulnerabilidade, bem como epizootias ou agravos  decorrentes de desastres ou acidentes.

## Lista de notificação obrigatória
1. Acidente de trabalho: 
  - com exposição a material biológico;
  - grave, fatal e em crianças e adolescentes;
2. Acidente por animal peçonhento;
3. Acidente por animal potencialmente transmissor da raiva;
4. Botulismo;
5. Cólera;
6. Coqueluche;
7. Dengue: 
  - a. Casos;
  - b. Óbitos;
8. Difteria;
9. Doença de Chagas Aguda;
10. Doença de Creutzfeldt-Jakob (DCJ);
11. Doença Invasiva por:
  - Haemophilus Influenza;
  - Doença Meningocócica;
12. Doenças com suspeita de disseminação intencional: 
  - Antraz pneumônico;
  - Tularemia;
  - Varíola;
13. Doenças febris hemorrágicas emergentes/reemergentes: 
  - Arenavírus;
  - Ebola;
  - Marburg;
  - Lassa;
  - Febre purpúrica brasileira;
  - a)Doença aguda pelo vírus Zika; b)doença aguda pelo vírus Zika em gestante; c)Óbito com suspeita de doença pelo vírus Zika.

1. Esquistossomose;
2. Evento de Saúde Pública (ESP) que se constitua ameaça à saúde pública (situação que pode constituir potencial ameaça à saúde pública, como a ocorrência de surto ou epidemia, doença ou agravo de causa desconhecida, alteração no padrão clínico-epidemiológico das doenças conhecidas, considerando o potencial de disseminação, a magnitude, a gravidade, a severidade, a transcendência e a vulnerabilidade, bem comolepizootias ou agravos decorrentes de desastres ou acidentes);
3. Eventos adversos graves ou óbitos pós-vacinação;
4. Febre Amarela;
5. Febre de Chikungunya;
6. Febre do Nilo Ocidental e outras arboviroses de importância em saúde pública;
7. Febre Maculosa e outras Riquetisioses;
8. Febre Tifoide;
9. Hanseníase;
10. Hantavirose;
11. Hepatites virais;
12. HIV/AIDS - Infecção pelo Vírus da Imunodeficiência Humana ou Síndrome da Imunodeficiência Adquirida;
13. Infecção pelo HIV em gestante, parturiente ou puérpera e criança exposta ao risco de transmissão vertical do HIV;
14. Infecção pelo Vírus da Imunodeficiência Humana (HIV);
15. Influenza humana produzida por novo subtipo viral;
16. Intoxicação Exógena (por substâncias químicas, incluindo agrotóxicos, gases tóxicos e metais pesados);
17. Leishmaniose Tegumentar Americana;
18. Leishmaniose Visceral;
19. Leptospirose;
20. Malária:
  - na região Amazônica;
  - na região extra Amazônica;
21. Óbito:
  - Infantil;
  - Materno;
22. Poliomielite por poliovirus selvagem;
23. Peste;
24. Raiva humana;
25. Síndrome da Rubéola Congênita;
26. Doenças Exantemáticas: 
  - Sarampo;
  - Rubéola;
27. Sífilis:
  - Adquirida;
  - Congênita;
  - Em gestante;
28. Síndrome da Paralisia Flácida Aguda;
29. Síndrome Respiratória Aguda Grave associada a Coronavírus:
  - SARS-CoV;
  - MERS-CoV;
30. Tétano:
  - Acidental;
  - Neonatal;
31. Tuberculose;
32. Varicela - Caso grave internado ou óbito;
33. Violência:
  - Violência doméstica e/ou outras violências;
  - Violência sexual e tentativa de suicídio.

## Doenças e agravos de notificação imediata
1. Caso suspeito ou confirmado de:
  - Botulismo;
  - Carbúnculo ou Antraz;
  - Cólera;
  - Febre amarela;
  - Febre do Nilo Ocidental;
  - Hantaviroses;
  - Influenza Humana (Gripe) por novo subtipo (pandêmico);
  - Poliomielite;
  - Paralisia Flácida Aguda;
  - Raiva Humana;
  - Sarampo, em indivíduo com história de viagem ao exterior nos últimos 30 (trinta) dias ou de contato, no mesmo período, com alguém que viajou ao exterior;
  - Síndrome Febril Íctero-hemorrágica Aguda;
  - Síndrome Respiratória Aguda Grave;
  - Varíola;
  - Tularemia;
2. Caso confirmado de:
  - Tétano Neonatal;
3. Surto ou agregação de casos ou de óbitos por:
  - Agravos inusitados;
  - Difteria;
  - Doença de Chagas Aguda;
  - Doença Meningocócica;
  - Influenza Humana (Gripe);
4. Epizootias e/ou morte de animais que podem preceder a ocorrência de doenças em humanos:
  - Epizootias em primatas não humanos;
  - Outras epizootias de importância epidemiológica.

## Resultados laboratoriais de notificação imediata
1. Resultado de amostra individual por:
  - Botulismo;
  - Carbúnculo ou Antraz;
  - Cólera;
  - Febre Amarela;
  - Febre do Nilo Ocidental;
  - Hantaviroses;
  - Influenza Humana (Gripe) por novo subtipo (pandêmico);
  - Peste;
  - Poliomielite;
  - Raiva Humana;
  - Sarampo;
  - Síndrome Respiratória Aguda Grave;
  - Varíola;
  - Tularemia;
2. Resultado de amostras procedentes de investigação de surtos:
  - Agravos inusitados;
  - Doença de Chagas Aguda;
  - Difteria;
  - Doença Meningocócica;
  - Influenza Humana (Gripe).